# Луганський апеляційний суд
Луганський апеляційний суд — загальний суд апеляційної (другої) інстанції, розташований у місті Сіверськодонецьку, юрисдикція якого поширюється на контрольовану Україною частину Луганської області.
Суд утворений 25 червня 2018 року на виконання Указу Президента «Про ліквідацію апеляційних судів та утворення апеляційних судів в апеляційних округах» від 29 грудня 2017 року, згідно з яким мають бути ліквідовані апеляційні суди та утворені нові суди в апеляційних округах.
Місцезнаходженням суду згідно Указу Президента є Луганськ та Сіверськодонецьк.
Апеляційний суд Луганської області здійснював правосуддя до початку роботи нового суду, що відбулося 3 жовтня 2018 року.
Указ Президента про переведення суддів до нового суду прийнятий 28 вересня 2018 року.

## Структура
Структура суду передбачає посади голови суду, його заступника, керівника апарату, його заступника, суддів, їх помічників, секретарів, судових розпорядників, інші відділи та сектори.
Суддівський корпус формує судові палати: у цивільних справах та кримінальних справах. З числа суддів, що входять до палати, обирається її секретар.

## Керівництво
Голова суду — Люклянчук Віталій Федорович
 Заступник голови суду — Луганська Валентина Миколаївна
 Керівник апарату — Савчук Олександр Іванович.